# ジョゼ・アルトゥール・デ・リマ・ジュニオール
アルトゥールこと、ジョゼ・アルトゥール・デ・リマ・ジュニオール（José Artur de Lima Junior、1996年3月11日 - ）は、ブラジル出身のサッカー選手。MLS・ヒューストン・ダイナモ所属。ポジションはMF。

## クラブ経歴
いくつかのクラブを経て、2014年にサンパウロFCのユースチームに入団。2016年6月19日のCRフラメンゴ戦でトップチームデビューを果たした。
2017年2月13日、メジャーリーグサッカーのコロンバス・クルーに期限付き移籍で加入。
2017年12月6日、コロンバス・クルーに完全移籍。保有権はコロンバス・クルーが50パーセント、サンパウロFCが20パーセント、GEジュヴェントゥスが30パーセント持つこととなった。

## 人物
実兄のノルベルトもサッカー選手。